# Autogiro
Een autogiro (letterlijk: vanzelfdraaiend) of molenvliegtuig is een luchtvaartuig dat een motorloze rotor heeft. Een andere naam is gyrocopter. Het woord wordt ook wel gebruikt als generieke aanduiding voor alles wat deze eigenschap bezit, zoals de zaden van sommige bomen (bijvoorbeeld de esdoorn).
De eerste autogiro werd gebouwd door de Spaanse vliegtuigbouwer Juan de la Cierva y Codorníu (1895-1936), die zijn uitvinding in 1923 de naam Autogiro gaf, volgens de Spaanse spellingregels met een i. De la Cierva stichtte in 1925 een fabriek in Engeland waar zijn uitvinding in productie ging. Naar voorbeeld van De la Cierva bouwden ook andere fabrikanten autogiro's. Na de opkomst van de helikopter in de jaren veertig verloor de autogiro snel aan populariteit.

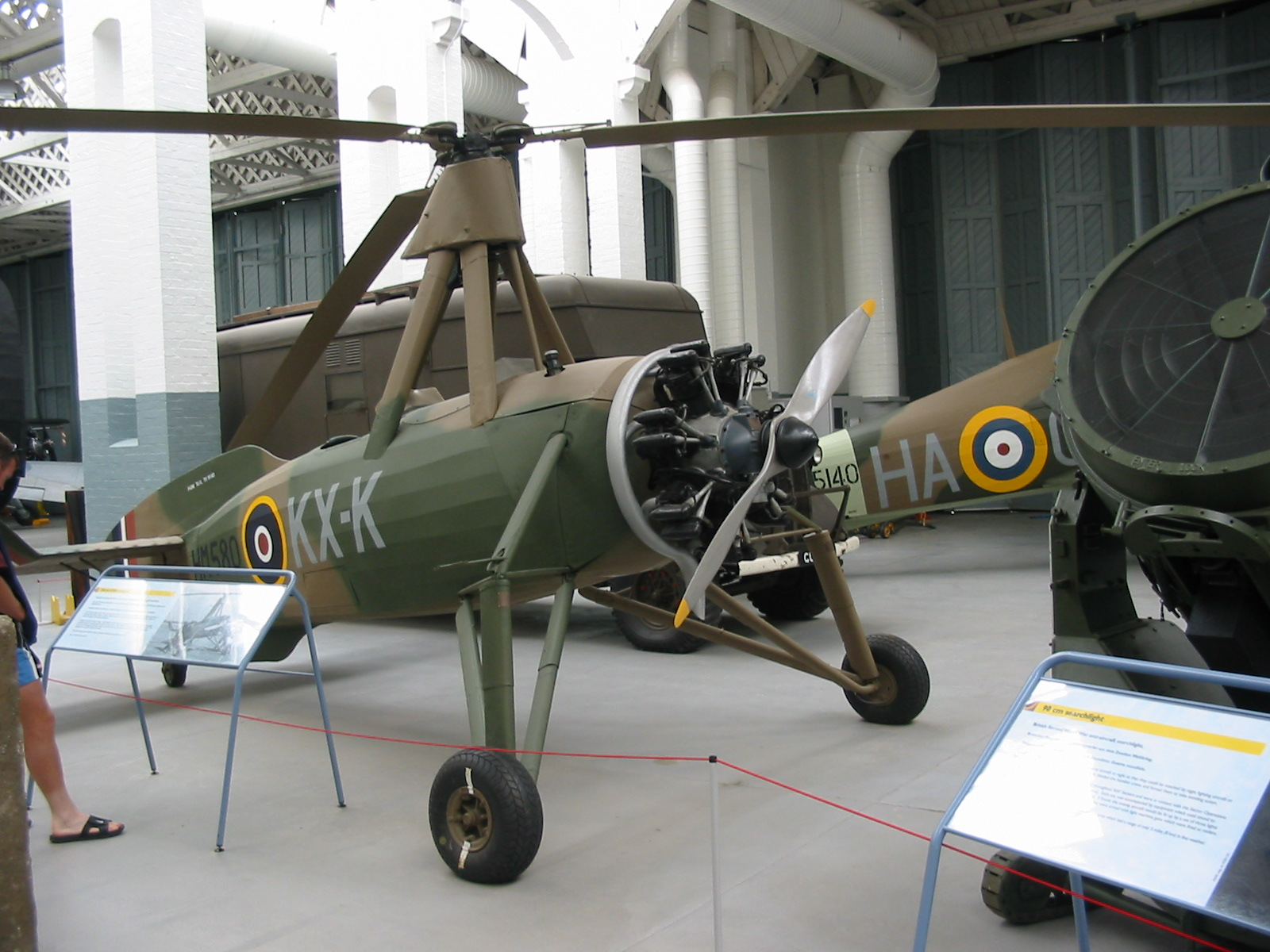
De eerste succesvolle autogiro uit 1923.

## Verschil met helikopter
Op het eerste gezicht lijkt een autogiro op een helikopter. Bij een helikopter wordt echter de rotor door een motor aangedreven, zodat een helikopter de mogelijkheid heeft verticaal te stijgen en te dalen, doordat lucht actief verplaatst wordt. In een autogiro wordt de rotor uitsluitend in beweging gebracht door de langsstromende lucht. Deze creëert daardoor de hefkracht (lift). De voorwaartse beweging kan ontleend worden aan een propeller of straalmotor.
Door de hoek van de hele rotor en as te veranderen kan het toestel stijgen, dalen en sturen. Zelfs als de voortstuwingsmotor geheel uitvalt tijdens de vlucht, blijft de autogiro nog stabiel bestuurbaar en kan hij een zachte verticale landing maken.
Doordat bij een helikopter de rotor wordt aangedreven, zal het toestel om zijn eigen as willen draaien. Dit wordt voorkomen door middel van een eveneens aangedreven staartrotor. De autogiro kent dit probleem niet en heeft dus ook geen staartrotor.
Helikopters hebben voor de voortstuwing en sturing een ingenieuze overbrenging, waarbij de stand van de rotorbladen individueel gewijzigd kan worden. Doordat de autogiro zijn rotor niet voor voortstuwing gebruikt, is zo'n complexe, kostbare en potentieel kwetsbare constructie onnodig.
Hoewel de autogiro nauwelijks ruimte nodig heeft als landingsbaan, is een startbaan wel onontbeerlijk. De rotor krijgt immers pas snelheid door langsstromende lucht. Vandaar dat bedrijven als Groen Brothers Aviation (GBA) ook toekomst zien in hybride autogiro's, met vleugels en aangedreven rotor; er zijn echter nog geen daadwerkelijk vliegende hybrides ontwikkeld.

## Fabrikanten
Bouwpakketten zijn al te koop vanaf US$ 10.000, bouwtekeningen vanaf US$ 150.
Het Nederlandse bedrijf PAL-V levert naar verwachting vanaf 2026 een vliegende auto die als luchtvaartuig van het type autogiro is.

## Toepassing
Praktische toepassingen zijn onder andere gevonden in politiesurveillance, postbezorging in uitgestrekte gebieden, sportverslaggeving, luchtfotografie, beheer van wildparken en veestapels.
Voordelen ten opzichte van het gewone vliegtuig en de helikopter zijn een veel kleinere stallingsplaats, grotere veiligheid, en veel lagere aanschafkosten. Ten opzichte van de helikopter kent de autogiro een eenvoudigere bediening en lager brandstofgebruik. Voordelen ten opzichte van het gewone vliegtuig zijn de kortere start- en landingsbaan en de manoeuvreerbaarheid. Een gemiddelde autogiro kan in de lucht blijven bij een voorwaartse snelheid van 30 à 150 km/h (ten opzichte van de omringende lucht) en kan bijvoorbeeld eenvoudig boven een peloton wielrenners blijven hangen. Bij windstilte langere tijd stilhangen, zoals een helikopter, is met een autogiro niet mogelijk. Veel van de bestuurbaarheid ontleent de gemiddelde autogiro aan de beweegbare staartvin, maar die werkt alleen bij voldoende voorwaartse snelheid.
Het vliegen met een autogiro is eenvoudig te leren en is zeer veilig. Ongelukken gebeuren zelden, en zijn vooral te wijten aan onoplettendheid (hoogspanningsdraden) of roekeloosheid.

## In populaire media
Autogiro's zijn te zien in de films: It Happened One Night, Mad Max 2, The New Adventures of Pippi Longstocking en de James Bondfilm You Only Live Twice.